# Wanderlei Barbosa
Wanderlei Barbosa Castro  (Porto Nacional, 12 de março de 1964) é um empresário e político brasileiro filiado ao partido Republicanos. É Governador do Estado do Tocantins desde março de 2022.

## Vida pessoal
Wanderlei Barbosa Castro nasceu em Porto Nacional, em 1964. É filho de Fenelon Barbosa, pecuarista, primeiro Prefeito de Palmas pelo Partido da Frente Liberal (PFL), e de Maria Rosa, professora, primeira secretária da Educação de Palmas. Atualmente casado com Karynne Sotero Campos, Wanderlei Barbosa é pai do deputado estadual Léo Barbosa e de Rérison Antônio Castro Leite (Maninho) e Rosa Maria Castro Leite.

## Carreira política
Iniciou sua carreira política em 1989, quando foi eleito vereador no município em que nasceu, Porto Nacional. Em 1996, passou a residir em Palmas, capital do estado, onde foi eleito vereador, permanecendo nesta função de 1997 a 2011. Foi presidente da Câmara Municipal de Palmas entre 2003-2004 e 2009-2010.
Nas eleições de 2010, foi eleito deputado estadual, sendo reeleito em 2014.
Nas eleições de 2018, foi eleito Vice-Governador do Tocantins pelo PHS, na chapa encabeçada por Mauro Carlesse. Assumiu interinamente o governador do estado em 2021, após Carlesse ser afastado do cargo pelo Superior Tribunal de Justiça (STJ) no ambito de investigações sobre pagamento de propinas. Em 2022, tomou posse definitiva como governador, após a renúncia de Carlesse.
Nas eleições de 2022, Barbosa foi reeleito Governador do Tocantins ainda no primeiro turno, com 481.496 votos, o equivalente a 58,14% do total.

### Controvérsias
Em agosto de 2024, endereços de Wanderlei Barbosa, foram alvos de um mandado de busca e apreensão cumprido pela Polícia Federal. A operação foi autorizada pelo Ministro Mauro Campbell do Superior Tribunal de Justiça (STJ) e apura um suposto esquema de desvio de dinheiro na compra de cestas básicas pelo governo do estado durante a pandemia. A primeira-dama, Karynne Sotero, secretária extradordinária de Participações Sociais no governo do Tocantins, e os filhos do governador, o Deputado Estadual Léo Barbosa (Republicanos) e Rérison Castro, superintendente do Sebrae Tocantins, também foram alvos das buscas. Uma semana depois, o governador exonerou sete envolvidos neste suposto esquema investigado pela Polícia Federal. 